# Megaxenus bioculatus
Megaxenus bioculatus es una especie de coleóptero de la familia Aderidae.

## Distribución geográfica
Habita en Papúa Nueva Guinea.